# Lis Løwert
Lis Løwert, född 7 december 1919 i Köpenhamn, död 26 november 2009, var en dansk skådespelare. För den svenska publiken är hon kanske mest känd för sin roll som Violet Vinther i TV-serien Matador. Hon var syster till teaterchefen Karen Marie Løwert.

## Biografi
Lis Løwert var dotter till telegrafkontrollanten och visförfattaren Cai Aage Løwert och Ellen Marie Hansine Daugaard Glüsing. Hon började uppträda som nioåring på Friluftsteatret i Dyrehaven och verkade senare som dansös på Pantomimeteatret på Tivoli.
Løwert studerade på Det Ny Teater och debuterade 1937 i pjäsen Manden fra gaden. Hon var verksam vid teatern till 1940 och utbildades vid Det Kongelige Teater (1942-1944), där hon träffade den blivande maken, Bjørn Watt Boolsen, som hon gifte sig med 1947. Hon var därefter verksam vid Folketeatret till 1971, varav som en av dess ledare från 1959. Hon medverkade i en stor mängd operetter, lustspel, vaudeviller, musikaler och komedier.
Løwert har gjort sina mest kända skådespelarinsatser i TV-serierna Huset på Christianshavn (1970-1977) och Matador (1978-1982).

## Filmografi i urval
- Plat eller krone (1937)
- Den mandlige husassistent (1938)
- En ganske almindelig pige (1940)
- En forbryder (1941)
- Gaa med mig hjem (1941)
- Søren Søndervold (1942)
- Tyrannens fald (1942)
- Mordets melodi (1944)
- Besættelse (1944)
- Oktoberroser (1946)
- Hans store aften (1946)
- Røverne fra Rold (1947)
- Penge som græs (1948)
- Lejlighed til leje (1949)
- Susanne (1950)
- Familien Schmidt (1951)
- Adam og Eva (1953)
- Amor i fara (1955)
- Kärlek i det blå (1956)
- En kvinde er overflødig (1957)
- Poeten og Lillemor (1959-1961)
- Ballade på Christianshavn (1971)